# Portretul lui Cooper Penrose
Portretul lui Cooper Penrose este o pictură realizată în ulei pe pânză de către artistul francez Jacques-Louis David în 1802. Portretul îl înfățișează pe quaker-ul Cooper Penrose.